# Kakeru Suminaga
Kakeru Suminaga (japanisch 住永 翔 Suminaga Kakeru; * 6. Oktober 1998 in Mikasa, Hokkaidō) ist ein japanischer Fußballspieler.

## Karriere
Kakeru Suminaga erlernte das Fußballspielen in der Schulmannschaft der Aomori Yamada High School sowie in der Universitätsmannschaft der Meiji-Universität. Seinen ersten Profivertrag unterschrieb er am 1. Februar 2021 beim AC Nagano Parceiro. Der Verein aus Nagano, einer Stadt in der gleichnamigen Präfektur Nagano, spielte in der dritten japanischen Liga, der J3 League. Sein Drittligadebüt gab Kakeru Suminaga am 21. März 2021 im Heimspiel gegen Tegevajaro Miyazaki. Hier wurde er in der 82. Minute für Ryūhei Yamamoto eingewechselt. Nach 31 Ligaspielen wechselte er zu Beginn der Saison 2023 zum Viertligisten ReinMeer Aomori FC.